# Дмитровский монастырь (Кашин)

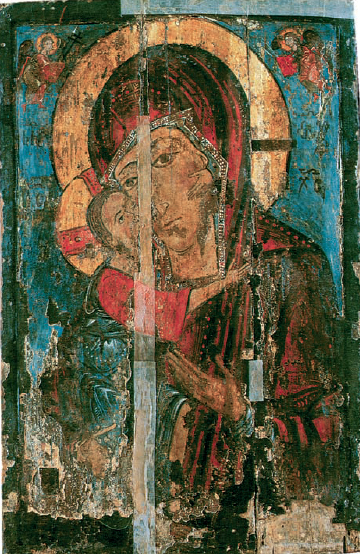
Одна из святынь монастыря — икона XIII века, старейшая во всей Тверской области

Дми́тровский монасты́рь (Дими́триевский) — православный мужской монастырь в Кашине, воздвигнутый предположительно в конце XIV века.

### История
Возник на реке Кашинка. Достоверные сведения о времени и основателях храма отсутствуют; при этом, согласно народным преданиям, его основал в XV веке преподобный Макарий Калязинский, принявший иночество в Николаевском Клобукове монастыре. О давности и значимости монастыря говорит то, что настоятели его известны с первой половины XVI века: в частности архимандрит Варсонофий (около 1521 года) и Мисаил (1544—1551 годы).
Название монастырю дал храм в честь Св. Великомученика Димитрия Солунского. В 1609 году Дмитровский монастырь сожжён и разграблен поляками, после чего его отстраивали заново. В XVII—XVIII веках, владея многочисленными деревнями, пашнями и лесами, обитель стала наиболее крупной и состоятельной в округе.
Дмитровский монастырь, окружённый высокими стенами, стал местом заключения для некоторых опальных лиц. Так, в здешней монастырской келье несколько лет пробыл в заточении принц Густав, герцог, сын шведского короля Эрика XIV, который, согласно летописи Бера, погребён был в монастыре. С 1764 года являлся заштатным монастырём.
Известность монастырю принёс также один из выпускников его духовного училища — известный русский юрист, преподаватель Царскосельского лицея и Петербургского университета Александр Петрович Куницын, любимый учитель А. С. Пушкина.
До 1917 года в монастыре существовало два каменных храма: Троицкая церковь (1682 год) с тремя приделами (во имя св. Димитрия Солунского, в честь Казанской иконы Богоматери и во имя св. прор. Илии и Николая Чудотворца) и ещё один новопостроенный. Троицкая церковь (Собор Троицы Живоначальной), одна из старейших в городе, будучи перестроена, сохранилась до наших дней. Также сохранился и Собор Страстной иконы Божией Матери (1890—1903). Последний представляет собой кирпичную четырёхстолпная церковь, построенную в русском стиле, завершением которой служили пять деревянных декоративных шатров на барабанах. На данный момент шатры разобраны. Среди святынь обители упоминаются 2 местночтимые иконы: первая — Страстной Божией Матери, чьё празднество совершалось 13 (26) августа; вторая — икона св. Димитрия Солунского — находилась в приделе имени этого святого. Также ежегодно в день 26 октября из Воскресенского собора в саму обитель проводился крестный ход.
После Октябрьской революции монастырь продолжал функционировать, принимать послушников и совершать рукоположения. В 1919 году в монастыре числилось 8 человек. В 1917 году в здании семинарии разместился совет депутатов, в 1918 году — советская школа.
С 1921 года монастырь стал женским. Монахини сохраняли постройки монастыря, следили за чистотой и делали частичный ремонт помещений. С 1926 года монастырь был принят под охрану Кашинского историко-археологического музея и включен в список охраняемых памятников. По постановлению ВЦИК в 1929 году Димитровский монастырь был закрыт.
В 1930 году две церкви Димитровского монастыря были заняты складом льноволокна Рыбинского льносоюза, размещалась столярная мастерская сельскохозяйственного техникума. По некоторым данным, Страстной собор монастыря потом переоборудован в столовую. В 1970-е годы здание семинарии использовалось кашинским зоотехникумом под учебные помещения. Страстной собор — под склад, деревянные кельи — горкомхозом под жилье.
Вопреки обещаниям тогдашней администрации города Кашина реставрационные работы в монастыре в конце 1990-х годов так и не были закончены. В 2021—2023 годах ведётся расчистка помещений храмов от мусора, в Страстном соборе сделаны временная кровля, закрыты плёнкой окна.

### Современная жизнь обители
В настоящее время в состав ансамбля входят: Троицкая церковь (со значительными утратами) и Страстной собор, бывшая семинария (ныне Кашинский колледж). Ограда (кроме небольшого фрагмента), колокольня, трапезная, кельи, хозпостройки и монастырский сад не сохранились. Некоторые из построек монастыря продолжают разрушаться. Однако в 2021 году началось постепенное возрождение обители. Совершена первая после советского периода Литургия в Страстном соборе. 26 августа митрополит Тверской и Кашинский Амвросий совершил первую после лет забвения Божественную литургию в Страстном соборе бывшего Димитровского монастыря в Кашине. Монастырь был закрыт в 1929 году. Более 90 лет прошло со времени закрытия монастыря. Произошло историческое событие — в главном соборном храме зазвучали молитвы, совершена первая Литургия иерейским чином митрополитом Тверским и Кашинским Амвросием. Владыке сослужили благочинный Кашинского церковного округа протоиерей Александр Рычков, настоятель Воскресенского собора Кашина протоиерей Алексий Егоров, настоятель храма в честь Сошествия Святого Духа в селе Верхняя Троица протоиерей Александр Любавин.
25 ноября 2021 года в бывшем монастыре открылась выставка «Страстной собор Дмитровского монастыря: страницы истории». Экспозиция создана Кашинским благочинием при участии молодёжного волонтерского движения Кашинского колледжа в здании собора во имя Страстной иконы Божией Матери на территории бывшего Дмитровского мужского монастыря. На выставке представлены фотографии с видами Кашина начала XX века, в том числе ранее не публиковавшиеся, и проекты строительства храма, предложенные архитекторами Д. В. Кабановым и Н. Н. Никоновым в 1885 году. Центральное место в экспозиции занимает фотокопия Страстной иконы Пресвятой Богородицы XIII века, написанной на родине благоверной княгини Анны Кашинской в годы её юности. Этот чтимый образ был главной святыней монастыря с древности, и Страстной собор мыслился строителями как ковчег для этой святыни.
«Идея нашей экспозиции родилась при знакомстве с выставкой „Ритмы веры“, развернутой в Тверском Преображенском соборе. Наши посетители могут не только познакомиться с историей строительства Страстного собора, но и представить себе, каким красивым был Дмитровский мужской монастырь. Кроме того, изучение старых проектов поможет уяснить подходы к будущей реставрации храма. Хочется поблагодарить волонтеров движения „Важное дело“ Кашинского колледжа и всех, кто помогает в возрождении храма и благоустройстве этой территории», — сказал благочинный Кашинского церковного округа протоиерей Александр Рычков.

### Настоятели монастыря
Архимандриты   :
Варсонофий (после 1521)
Мисаил (1544—1551)
Пахомий (1561)
Серапион (1613—1624)
Ферапонт (в февр. и мар. 1636)
Иосиф (1638-1639)
Варлаам (в нояб. 1652, 1653, янв.)
Иона (в окт. 1658, 1660, авг.)
Варлаам (1661 и 1662, апр.), при нем дано во владение монастырь село Лобково
Макарий (1662—1664), (прежний) определён 13 сент. 1662; упом. в мар. 1664)
Пафнутий (июн. 1665)
Галактион (сент. 1668, 1670, мар.)
Варлаам, (авг. 1670)
Авраамий (июл. 1672)
Галактион (1673)
Сергий (1674—1678)
Афеоний (1687)
Феоктист (Тверитянин) (1692)
Иона (1699—1700)
Арсений (1707—1722)
Александр (1723—1726)
Гавриил (Быков) (до 1738), в 1738 перев. в Калязин
Феофил (Судницын), время служения этих иерархов неизвестно
Макарий (Молчанов) –«-
Иов –«-
Тихон (Сысоев) –«-
Герасим (1738)
Иоаким (1741)
Серафим (1752)
Кирилл (1760—1764), в 1760 г. он обращался к Тверскому епископу за разрешением разобрать каменную колокольню, располагавшуюся на паперти, «на которой боевых часов уместить не можно… и сделать въездные ворота и над ними колокольню с прибавкою разных материалов».
В 1765 г. архимандритство в монастыре было закрыто, настоятели стали именоваться строителями.
Сергий (1765—1766), в 1765 перев. из Клинского Успенского; в дек. 1766 г. сделан казначеем Троицкой Сергиевой Лавры. После — архим. Высокопетровский.
Кесарий (1770-1776), обращался к епископу Гавриилу с просьбой возобновить приделы Казанской Божьей Матери и пророка Илии.
Иоанникий (1777-1786), обращался к епископу Тверскому и Кашинскому Арсению с просьбой разрешить разобрать паперть с двумя пристроенными по обе стороны приделами, а материал употребить для строительства каменной монастырской ограды.
Сильвестр (1786-1788)
Самуил (1789-1808)
Константин (1808-1810)
Михаил (1810-1813)
Виктор (1813-1818)
Августин (1818-1830)
Моисей (1830-1843)
Александр (1843-1847)
Иннокентий (1847-1849)
Феодор, игум. (1849-1856), из казаков, служил на кораблях черноморского флота в 1824-38 гг., благочинный флотского духовенства, в 1850-е гг. обращался к архиепископу с просьбой разрешить постройку в монастыре каменного двухэтажного дома для настоятельских и братских келий.
Антоний (1856-1861)
Серафим (Димитрий Ильинский) (1862-1865)
Анатолий (Александр Смирнов) (1865-1869)
С 1869 года вновь открыто архимандритство
Виктор, архим. (1869-1895), подавал в Духовную консисторию прошение о разрешении построить в монастыре каменную трехпрестольную церковь (в будущем посвящена в честь Страстной иконы Божией матери) «на месте существующей часовни, с перенесением сей последней на другое благовидное место».
Арсений (Николай Завьялов), архим. (1895- 21.03. 1908), истовый благоукраситель внешнего вида монастыря, мученической смертью окончивший свою жизнь от руки убийцы в своей келии.
Симон (1909)
Леонид (1915-?) - видимо, последний настоятель обители

## Комментарии
1. ↑  Упомянут в числе лиц, получивших исецеление от мощей преподобного Макария Калязинского. Согласно П. М. Строеву, в монастыре находился после 1521 года. См.: Зверинский В. В. Материал для историко-топографического исследования о православных монастырях в Российской Империи, с библиографическим указателем. — СПб.: Типография В. Безобразова и Комп., 1892. — Т. II. Монастыри по штатам 1764, 1786 и 1795 годов. — С. 126.